# Salima Ghezali

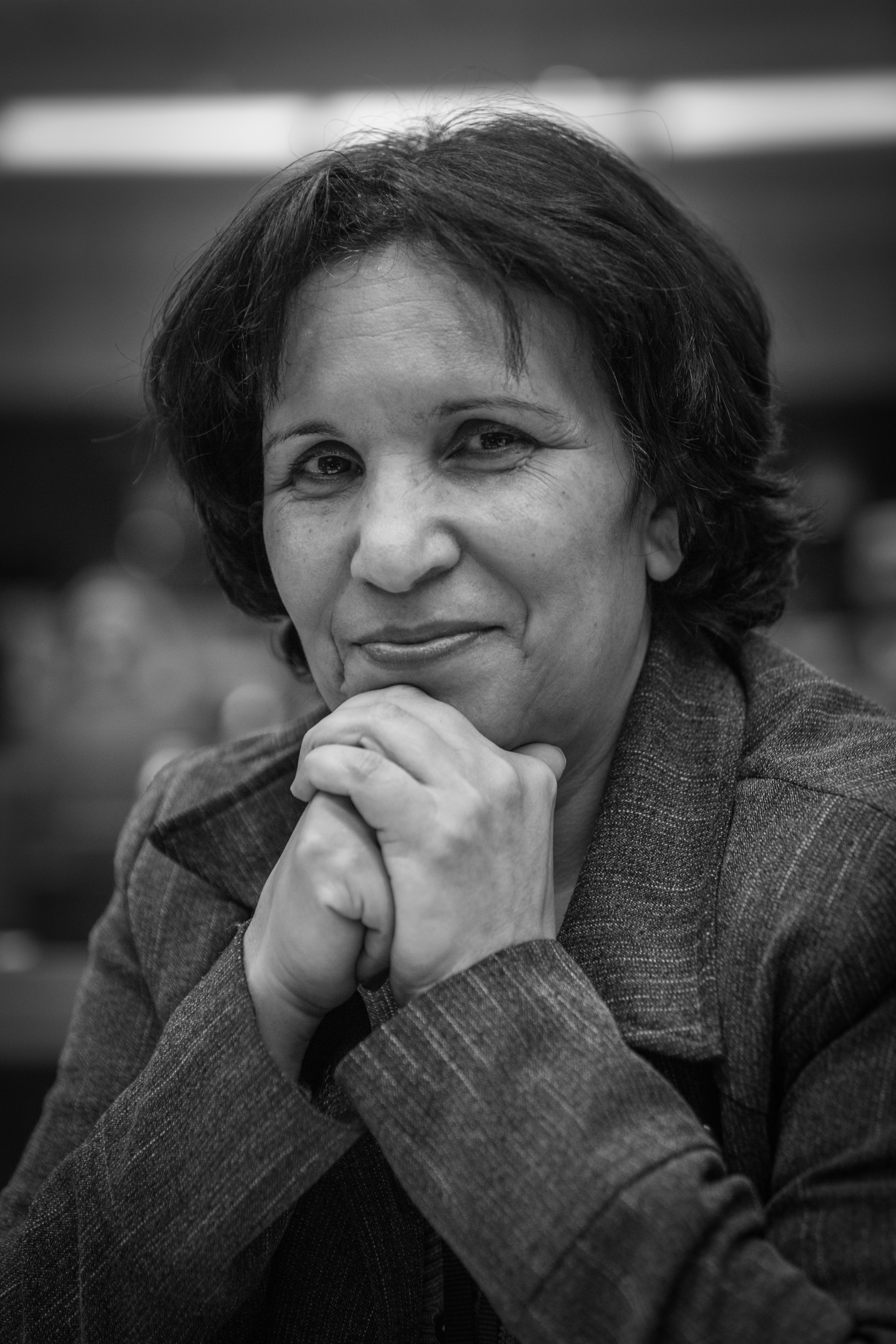
Salima Ghezali 2013

Salima Ghezali (* 1958 bei Algier) ist eine algerische Journalistin und Menschenrechtsaktivistin.

## Leben
Ghezali wurde 1958 in der Nähe von Algier geboren. Sie studierte französische Literatur und Philosophie. Zwischen 1983 und 1990 unterrichtete sie als Lehrerin am Gymnasium von Khemis El Khechna, einem Vorort von Algier in der Provinz Boumerdes. In den 1980er Jahren begann sie sich in der algerischen Frauenbewegung zu engagieren. So war sie Gründungsmitglied von „Frauen Europas und des Maghreb“ und fungierte als Chefredakteurin der von ihr gegründeten Frauenzeitschrift NYSSA. Im Laufe der Zeit erweiterte sie ihre Tätigkeiten und setzte sich nun neben Frauenrechten auch für die Durchsetzung von Menschenrechten und Demokratie in Algerien ein. Ab 1994 war Ghezali Herausgeberin der Wochenzeitschrift La Nation. Ihre Artikel setzten sich mit der staatlichen Zensur und einer friedlichen Beendigung des algerischen Bürgerkrieges auseinander. Dies rückte sie in den Fokus staatlichen Stellen als auch den islamistischer Extremisten. Beiträge zur Lage der Menschenrechte in Algerien, unter anderem über das Massaker im Serkadji-Gefängnis, in der französischen Zeitung Le Monde diplomatique veranlassten die algerischen Behörden 1996 die Einstellung von Ghezalis Zeitschrift anzuordnen.
Ghezali ist Mitglied des Verwaltungsrates der Euromediterranen Stiftung für die Unterstützung von Menschenrechtsverteidigern. Sie hat zwei Töchter.

## Auszeichnungen
Im März 1996 wurde sie vom US-Magazin World Press Review in New York City als „Internationale Journalistin des Jahres“ ausgezeichnet. 1997 erhielt Ghezali für ihr Engagement den Sacharow-Preis des Europäischen Parlaments sowie den Olof-Palme-Preis. Im Jahr 1999 wurde ihr von der Stadt Esslingen am Neckar der Theodor-Haecker-Preis verliehen. Seit 2002 erscheint La Nation erneut.